# یواس‌اس بنر (دی‌دی-۸۰۷)
یواس‌اس بنر (دی‌دی-۸۰۷) (به انگلیسی: USS Benner (DD-807)) یک کشتی بود که طول آن ۳۹۰ فوت ۶ اینچ (۱۱۹٫۰۲ متر) بود. این کشتی در سال ۱۹۴۴ ساخته شد.